# アーシュ

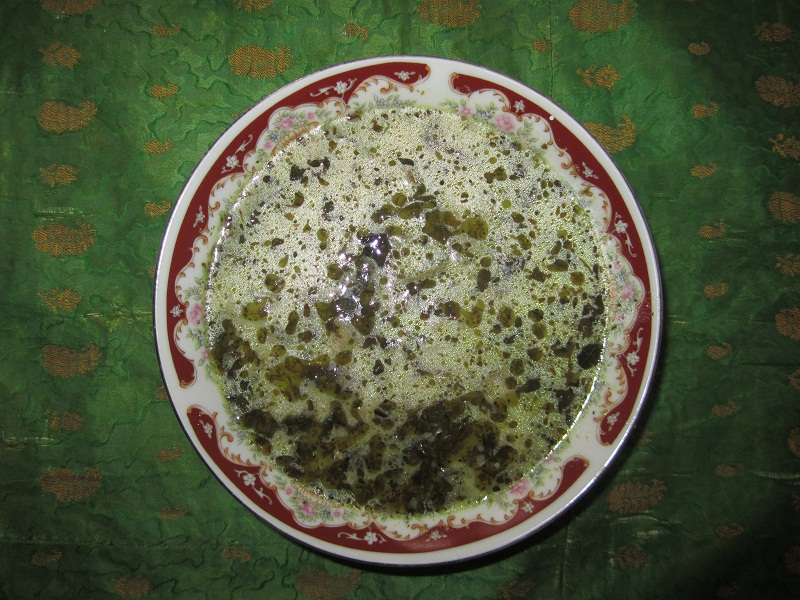
アーシュ

アーシュ（ペルシア語: آش Āsh、英語: Aush）は、イラン料理を代表する香味野菜（ハーブ）と豆のスープである。元々は庶民の料理であるが、上流階級にも定着している伝統料理である。ペルシア語で料理人のことを「アーシュパズ」（ペルシア語: آشپز Āshpaz、「アーシュを作る人」という意味）というほどである。栄養価が高く、イランではラマダン月の日没後によく食べられている。家庭で作ることが多いが、作るのに手間暇がかかって大変な種類は店で買い、自宅で家族皆で食べたりする。

## 材料
材料はターメリック、野菜（ブロッコリー、人参、大蒜、玉ねぎ、セロリ、ほうれん草、ハラペーニョ）、豆類（緑豆、赤インゲン豆、黒目豆、ひよこ豆、白インゲン豆、うずら豆)、香味野菜(ディル、ミント、コリアンダー、ニラ、パクチーなど）である。
アーシュには、アーシュ・ショレガラムカールや、麺が入ったアーシュ・レシュテ、ヨーグルトが入ったアーシュ・ドゥーグ、ホラーサーンの郷土料理のアーシュ・ジューシュパレといった、様々な種類がある。アーシュ・レシュテを作る際は、上記の材料に加えて麺が、アーシェ・ドゥーグを作る際はヨーグルトが追加される。

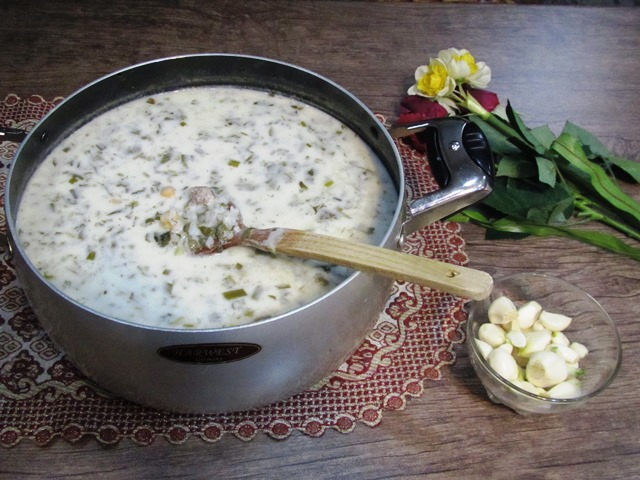
アーシュ・ドゥーグ

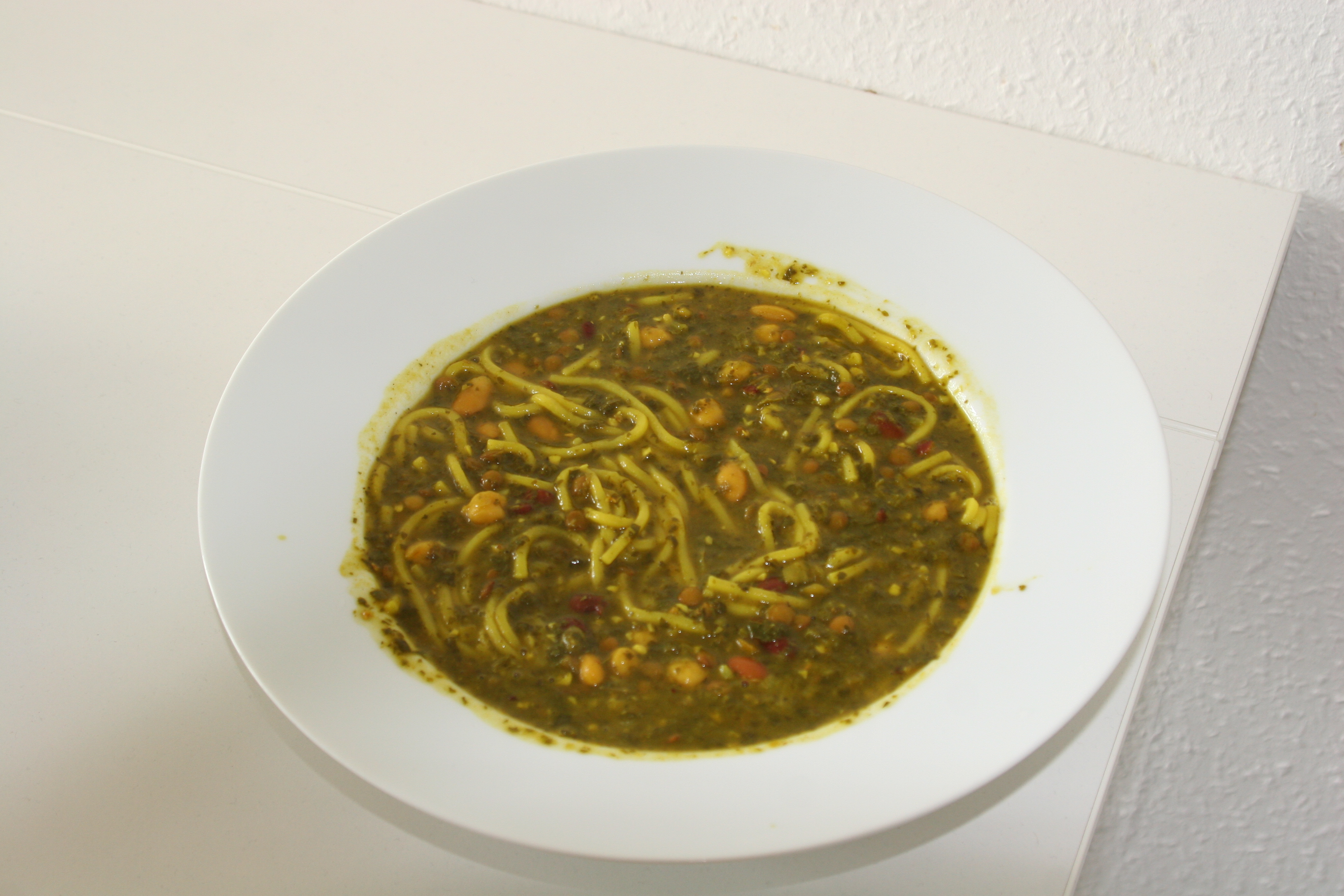
アーシュ・レシュテ